# Xi Xi (vattendrag i Kina, lat 27,16, long 119,64)
Xi Xi är ett vattendrag i Kina. Det ligger i provinsen Fujian, i den sydöstra delen av landet, omkring 130 kilometer norr om provinshuvudstaden Fuzhou.
Genomsnittlig årsnederbörd är 2 199 millimeter. Den regnigaste månaden är juni, med i genomsnitt 339 mm nederbörd, och den torraste är oktober, med 63 mm nederbörd.